# Conchie Glacier
Conchie Glacier är en glaciär i Antarktis. Den ligger i Västantarktis. Argentina, Chile och Storbritannien gör anspråk på området. Conchie Glacier ligger 408 meter över havet.
Terrängen runt Conchie Glacier är huvudsakligen kuperad, men åt sydost är den platt. Trakten är obefolkad. Det finns inga samhällen i närheten. 